# Frank Ostholt

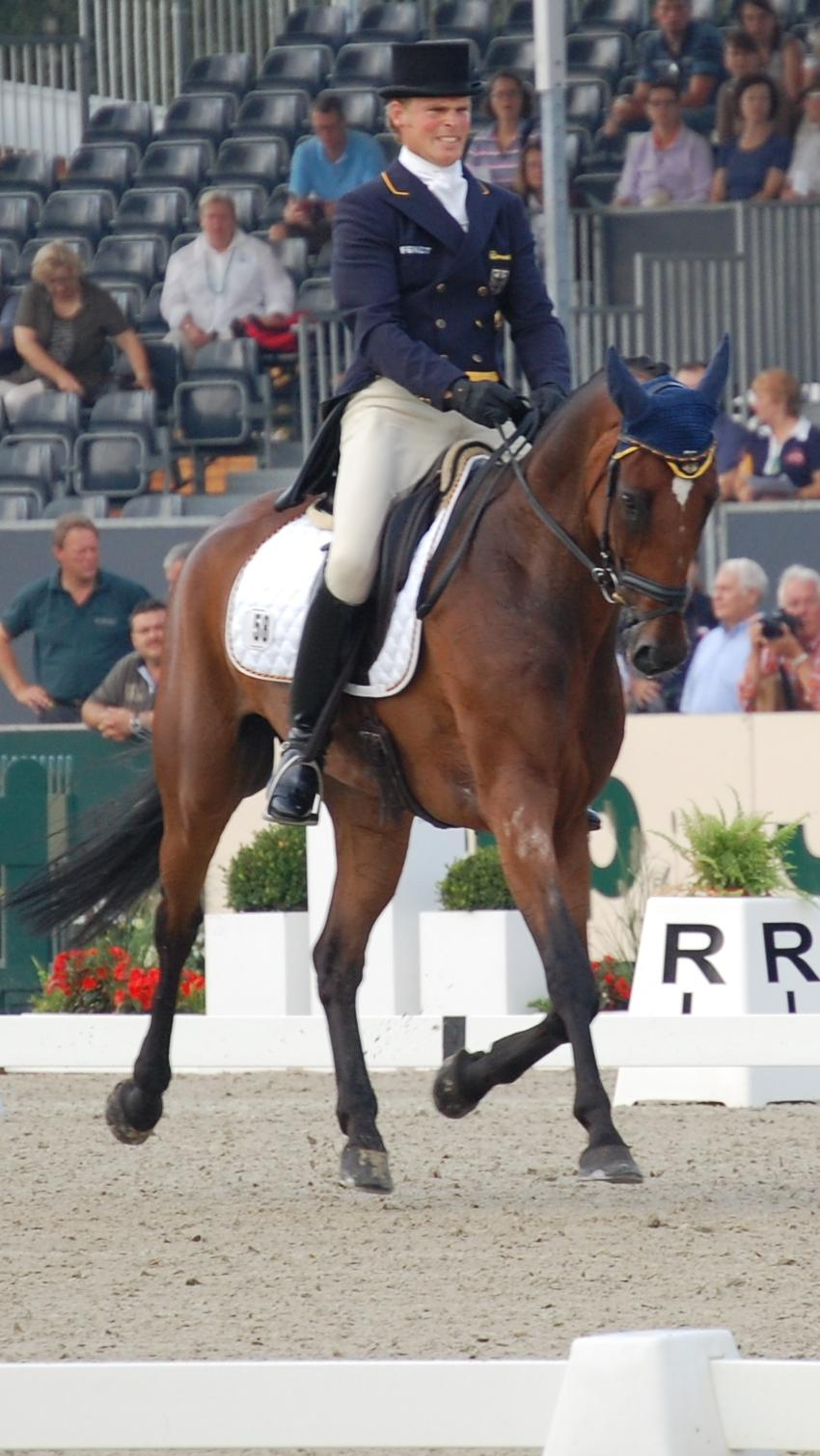
Frank Ostholt sur son cheval Little Paint en 2011

Frank Ostholt (né le 23 septembre 1975 à Warendorf en Allemagne) est un cavalier de concours complet d'équitation allemand, médaillé d'or par équipes aux Jeux olympiques de 2008 avec Mr.Medicott. Il est le mari de la cavalière Sara Algotsson.